# Ryu Hyun-jin
Detta är ett koreanskt namn; familjenamnet är Ryu.
Ryu Hyun-jin (hangul: 류현진), född den 25 mars 1987 i Incheon, är en sydkoreansk professionell basebollspelare som spelar för Toronto Blue Jays i Major League Baseball (MLB). Ryu är vänsterhänt pitcher.

## Karriär

### KBO League

#### Hanwha Eagles

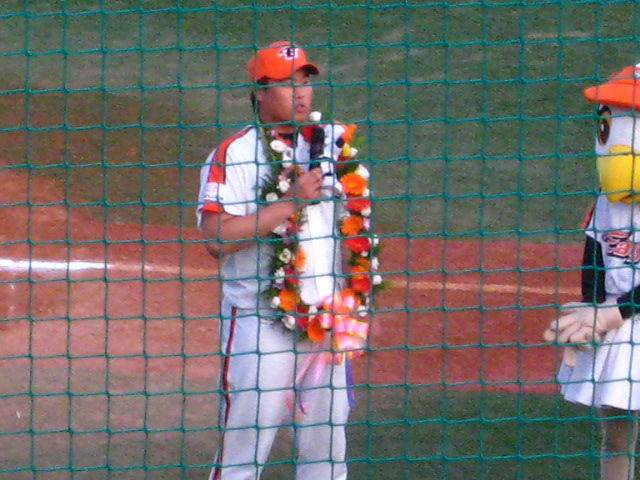
Ryu i Hanwha Eagles dräkt 2007.

Ryu draftades av Hanwha Eagles 2005 som nummer två totalt och debuterade för klubben i ligan som i dag heter KBO League följande år, bara 19 år gammal. Han gjorde omedelbar succé och blev inte bara utsedd till årets nykomling (rookie) utan även till mest värdefulla spelare (MVP). Det var första gången i ligans historia som någon vann båda dessa utmärkelser samma säsong. Han hade flest vinster (18), lägst earned run average (ERA) (2,23) och flest strikeouts (204) i ligan och vann därmed Triple Crown. Ryu var även under de följande säsongerna en av ligans bästa pitchers och låg ofta i ligatoppen i de viktiga statistikkategorierna vinster, ERA och strikeouts. Han utsågs under samtliga sju säsonger som han spelade i KBO League till ligans all star-match.

### Major League Baseball

#### Los Angeles Dodgers
Efter 2012 års säsong fick klubbar i MLB möjlighet att lämna bud på en exklusiv rätt att under 30 dagar få förhandla med Ryu. Los Angeles Dodgers vann denna rätt genom att betala 25,7 miljoner dollar till Hanwha Eagles. Just innan tidsfristen gick ut kom Dodgers och Ryu överens om ett sexårskontrakt värt 36 miljoner dollar.

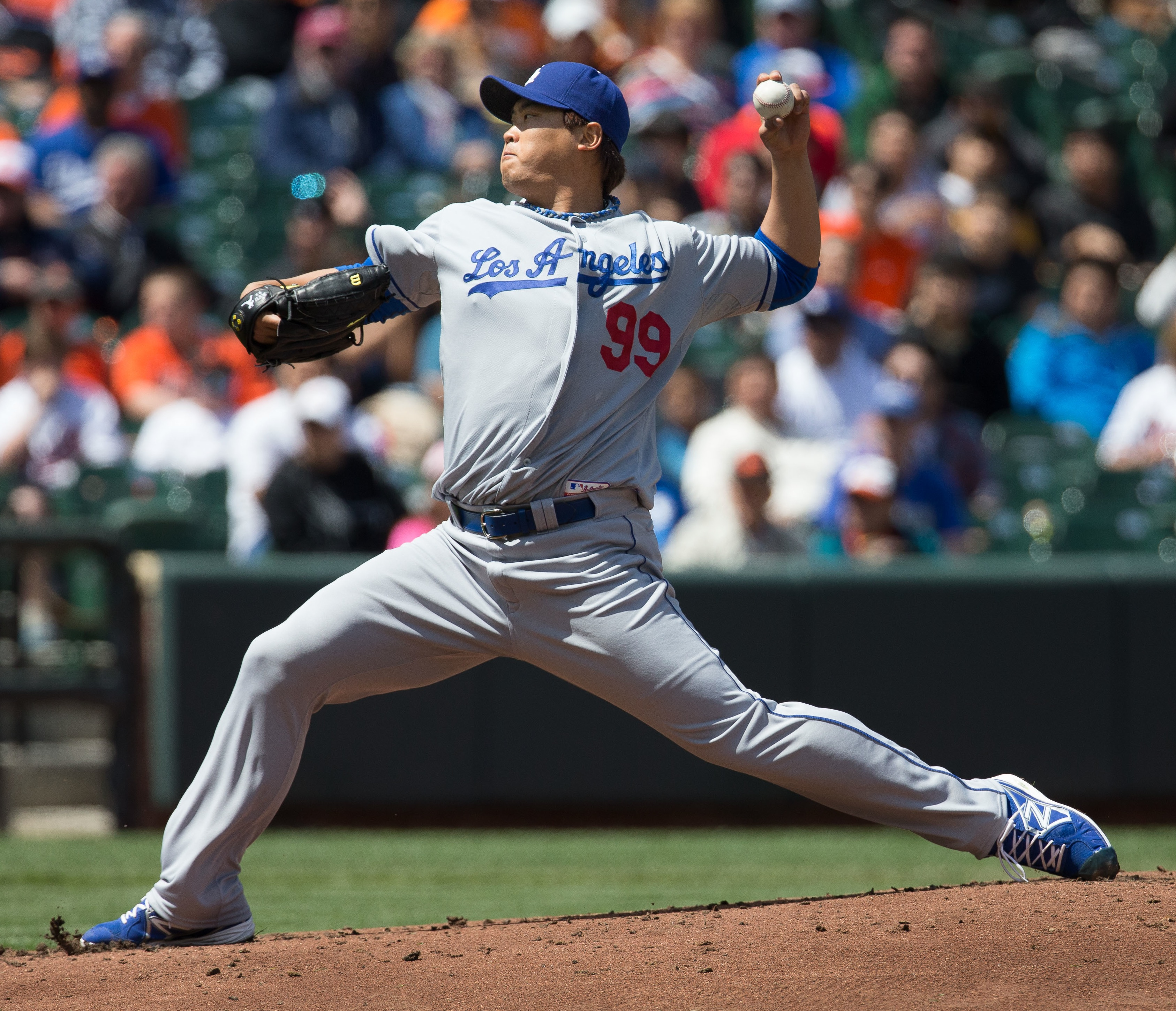
Ryu i Los Angeles Dodgers dräkt 2013.

Ryu spelade bra under sin första säsong för Dodgers 2013. Han var under grundserien 14-8 (14 vinster och åtta förluster) med en ERA på 3,00 och 154 strikeouts på 30 starter (192 innings pitched). I slutspelet gjorde han först en dålig match i National League Division Series (NLDS) mot Atlanta Braves, där han på bara tre inningar tillät fyra earned runs ("förtjänta" poäng) i en match som Dodgers dock vann. I sin andra match, som var match tre i National League Championship Series (NLCS) mot St. Louis Cardinals, gick det mycket bättre. Han höll nollan under sju inningar och tillät bara tre hits. Dodgers vann matchen med 3-0, men förlorade senare matchserien med 2-4 och missade World Series.
Dodgers inledde 2014 års säsong med två matcher mot Arizona Diamondbacks i Sydney i Australien och Ryu startade den andra matchen, som han vann efter att ha hållit nollan i fem inningar och bara tillåtit två hits. I maj var han skadad i några veckor på grund av inflammation i ena axeln, men i andra matchen efter skadan var han nära att kasta en perfect game mot Cincinnati Reds. I mitten av augusti blev han skadad igen, denna gång på grund av en sträckning i höger höft. Han gjorde comeback i slutet av augusti, men i sin tredje match därefter fick han problem med axeln igen. Hans nästa match dröjde till slutspelet, match tre i NLDS mot St. Louis Cardinals, där han pitchade bra men Dodgers förlorade med 1-3. Dodgers åkte senare ut med 1-3 i matcher.
Ryus axel besvärade honom även under försäsongsträningen 2015, och han fick inleda säsongen på skadelistan. Skadebesvären ledde till att han genomgick en operation i maj, vilket gjorde att han inte kunde spela någon match under 2015 års säsong. Comebacken dröjde ända till juli 2016, men efter bara en match blev han skadad igen och spelade inga fler matcher den säsongen.
En månad in på 2017 års säsong vann Ryu en match för första gången på nästan 1 000 dagar, men ådrog sig samtidigt en mindre skada i höften. I slutet av maj degraderades han för första gången sedan han kom till MLB från starter till reliever (avbytare) och fick i samma match sin första save. Han fick tillbaka platsen som starter, men skadade foten i månadsskiftet juni/juli och var borta en knapp månad. Under grundserien 2017 gjorde han 24 starter och var 5-9 med en ERA på 3,77. Dodgers gick ända till World Series, men Ryu fick inte spela någon match i slutspelet.
Ryu inledde 2018 bra och var 3-0 med en ERA på 2,12 när han drabbades av en muskelbristning i vänster ljumske i början av maj och det dröjde till mitten av augusti innan han kunde göra comeback. I grundserien var han 7-3 med en ERA på 1,97 på 15 starter. I slutspelet gick Dodgers till World Series för andra säsongen i rad och denna gång var han delaktig; han var 1-2 i slutspelet med en ERA på 5,21 på fyra starter, varav en i World Series. Han blev den första sydkoreanen någonsin som startat en match som pitcher i World Series. Efter säsongen skrev han på för Dodgers igen, i form av ett ettårskontrakt värt 17,9 miljoner dollar.
Ryu fick äran att starta Dodgers första match 2019, men det var tack vare skador på tre andra pitchers.

### Internationellt
Ryu tog guld för Sydkorea vid olympiska sommarspelen 2008 i Peking. Han var startande pitcher i finalen mot Kuba och pitchade nästan hela matchen, 8,1 inningar.
Året efter representerade Ryu Sydkorea i den andra upplagan av World Baseball Classic 2009, när Sydkorea kom tvåa.

## Spelstil
Ryu är en pitcher som gör många strikeouts. Hans fastball når cirka 150 km/h och han kastar även en changeup och en slider.